# ノー・ミステリー
『ノー・ミステリー』（No Mystery）は、チック・コリアが率いるフュージョン・バンド、リターン・トゥ・フォーエヴァーが1975年に発表したアルバム。

## 解説
アメリカのBillboard 200では39位、『ビルボード』誌のジャズ・チャートでは7位に達した。本作は、グラミー賞の最優秀インストゥルメンタル・ジャズ・パフォーマンス賞の受賞作となった。

## 収録曲
1. デイライド - "Dayride" (Stanley Clarke) - 3:25
2. ジャングル・ウォーターフォール - "Jungle Waterfall" (Chick Corea, S. Clarke) - 3:03
3. フライト・オブ・ザ・ニューボーン - "Flight of the Newborn" (Al Di Meola) - 7:23
4. ソフィスティファンク - "Sofistifunk" (Lenny White) - 3:51
5. エキサープト・フロム・ザ・ファースト・ムーヴメント・オブ・ヘヴィー・メタル - "Excerpt from the First Movement of Heavy Metal" (C. Corea, S. Clarke, L. White, A. Di Meola) - 2:45
6. ノー・ミステリー - "No Mystery" (C. Corea) - 6:10
7. インタープレイ - "Interplay" (C. Corea, S. Clarke) - 2:15
8. セレブレイション組曲 パートI - "Celebration Suite part I" (C. Corea) - 8:27
9. セレブレイション組曲 パートII - "Celebration Suite part II" (C. Corea) - 5:32

## 参加ミュージシャン
- チック・コリア - ピアノ、エレクトリックピアノ、クラヴィネット、オルガン、シンセサイザー、パーカッション、ボーカル
- アル・ディ・メオラ - エレクトリックギター、アコースティック・ギター
- スタンリー・クラーク - エレクトリックベース、ウッド・ベース、オルガン、シンセサイザー、ボーカル
- レニー・ホワイト - ドラムス、パーカッション